# Chadsia longidentata
Chadsia longidentata är en ärtväxtart som beskrevs av René Viguier. Chadsia longidentata ingår i släktet Chadsia och familjen ärtväxter. Inga underarter finns listade i Catalogue of Life.